# ブログパーツ
ブログパーツ（和製英語）とは、ブログのページ上に配置し、そのブログに関する情報などのコンテンツを表示することができる部品（パーツ）である。ブログツール、ブログアクセサリー、ブログシール、（ブログ）プラグイン、ウィジェット、ガジェットなどとも呼ばれる。

## 利用方法
ブログの機能性やデザイン性を向上させるのが主な目的。これらのパーツを利用することにより、ブログが文字だけではない、ビジュアルも加味したものとなる。
企業が提供するブログサービスなどで組み込みとして存在する他、有償または無償でブログパーツを提供しているサイトがいくつかある。利用者はそれらのサイトからHTMLやJavaScript、CSSなどの形式になったソースコードを入手し、自分のブログのサイドバー領域などに当たる部分にそれらのコードを埋め込んで表示させる。
必ずしもブログパーツではないが、成功報酬型広告（アフィリエイト）も同様の方法でブログ中に埋め込むことができる。

## 主なブログパーツの例
- アクセス解析
- アクセスカウンタ
- 時計
- カレンダー
- ブックマーク
- RSSリーダー
- アフィリエイト